# Дуброва (Борисовський район)
Дуброва (біл. вёска Дуброва) — село в складі Борисовського району Мінської області, Білорусь. Село підпорядковане Мойсеївщинській сільській раді, розташоване в північно-східній частині області.